# Gaiety Theatre
Le Gaiety Theatre est un théâtre de Dublin spécialisé dans les spectacles musicaux avec occasionnellement des pièces de théâtre. D'une capacité de 2 000 places, il fut conçu par Charles J. Phipps (en)

## Histoire
Il ouvrit le 27 novembre 1871.
En 1971, il accueillit le concours Eurovision de la chanson.

## Créations
- 1934 : Sporting Love (en) de Stanley Lupino (en) avec une musique de Billy Mayerl
- 1959 : Posterity Be Damned de Dominic Behan